# داغي (كوهسرخ)
داغي (بالفارسية: داغي)، هي قرية في منطقة تكاب الريفية، التابعة لمقاطعة كوهسرخ، في محافظة خراسان رضوي، إيران.